# Frank Gérald
Pour les articles homonymes, voir Gérald.
Frank Gérald,, pseudonyme de Gérald Biesel, né le 3 avril 1928 à Paris et mort le 5 août 2015 à Clamart,, est un parolier et compositeur français.

## Biographie
Beau-frère de Pierre Delanoë, ils font leurs débuts sur scène en duettistes à l'orée des années 1950.
Mais c'est comme parolier que Frank Gérald va acquérir sa notoriété en écrivant son premier texte à succès pour Marcel Amont en 1959 : Tout doux, tout doucement.

## Ses interprètes

### Frank Alamo
- 1963 : Pour les filles, adaptation par Frank Gérald de Just Like Eddie (en), musique de Geoff Goddard (en)

### Marcel Amont
- 1959 :
  - Toux doux, tout doucement, coécrit avec Pierre Delanoë et musique de Traxel
  - Lucie, paroles et musique de Franck Gérald
  - Tumahu, paroles et musique de Franck Gérald
- 1960 :
  - Quand nous étions écoliers, adaptation d’après Tepper et Bennet
- 1963 :
  - Cœur à cœur, adaptation d’après Blue On Blue de H. David et Burt Bacharach
  - Sous une pluie d’étoiles, adaptation d’après Sukiyaki de Ei et Nakamura
- 1970 :
  - Les Oriflammes de l’amour, adaptation d’après Viva Le Donne de Paolini et Silvestri

### Richard Anthony
- 1967 : Il faut croire aux étoiles, adaptation de Let's go to San Francisco de Lewis et Carter
- Autant chercher à retenir le vent
- La Corde au cou
- Il te faudra chercher

### Brigitte Bardot
- 1969 : La Fille de paille, musique de Gérard Lenorman

### Gilbert Bécaud
- 1953 : Quand tu danses, paroles de Pierre Delanoë et cocompositeur avec Gilbert Bécaud

### Lucky Blondo
- Une fille me sourit, adaptation de I love you baby, musique de Paul Anka
- Des roses rouges pour un ange blond
- C’est bête à pleurer

### Les Chats Sauvages
Avec Dick Rivers
- 1962 : Tout ce quelle voudra, adaptation de Tell Me What She Said, chanson créée par The Playmates (en)[5], reprise par Helen Shapiro (titre version féminine Tell Me What He Said), paroles et musique de Jeff Barry[6].

### Petula Clark
- 1965 : Un jeune homme bien, adaptation de A Well Respected Man des Kinks
- L’Amour avec un grand A
- Ce matin-là
- La Chance est là
- Un enfant le sait

### Philippe Clay
- 1958 : Cet air-là, coécrit avec Pierre Delanoë

### Les Compagnons de la chanson
- Les Bohémiens

### Annie Cordy
- 1960 : Baba au rhum

### The Cousins
- 1963 :
  - J'ai revu ton visage
  - Hully Gully Boy
  - Je n'oserai plus jamais
  - Toodeloo

### Dalida
- 1968 : Tout le monde a sa chanson d'amour, musique de Jean Kluger

### Christian Delagrange
- 1972 : Sans toi je suis seul, musique de Patricia Carli
- 1973 : Petite Fille, musique de Patricia Carli

### Lucienne Delyle
- 1953 : Fleurissez-vous, coécrit avec Pierre Delanoë

### Sacha Distel
- Ce qui reste d’un grand amour

### Eva
- 1966 : L'Homme blanc dans l'église noire, musique de Bernard Gérard.
- Fini de jouer

### Franck Fernandel
- Ma jolie, mon amour

### France Gall
- 1969 : Les Gens bien élevés, musique d’Hubert Giraud
- 1970 : Merry merry o !, musique de Raymond Vastano

### Les Gam's
- 1964 : C'est toi mon idole, adaptation française de My Boy Lollipop

### Juliette Gréco
- 1965 : Rue des chanteurs, musique de Claude Bolling
- 1966 : Alpha du Centaure, musique de Claude Bolling

### Françoise Hardy
- 1963 : Le Premier bonheur du jour, musique de Jean Renard.
- 1968 : La Mésange, adaptation française de Sabiá d'après les paroles originales de Chico Buarque sur une musique d'Antônio Carlos Jobim.
- 1971 : Même sous la pluie, musique de Tuca
- 1971 : Le Martien, musique de Tuca
- 1971 : Si mi caballero, musique de Tuca
- 1971 : Bâti mon nid, musique de Tuca

### Simone Langlois
- 1958 : Si jamais tu t’en vas, coécrit avec Pierre Delanoë

### Christine Lebail
- 1971 : Bel enfant noir, adaptation par Franck Gérald d’une chanson américaine de Nina Simone et Jonathan I. Weldon
- 1972 :
  - Les Papouilles, musique de Jean-Pierre Sabard
  - Une rose en papier bleu, musique de Jean-Pierre Sabard (Rose d’or d’Antibes 1972)

### Gérard Lenorman
- 1969 :
  - La Fille de paille, musique de Gérard Lenorman
  - Si les murs pouvaient parler, musique de Gérard Lenorman

### Herbert Léonard
- Candida

### Monique Leyrac
- 1969 : N'avoue pas, adaptation française d'après les paroles originales de Themistoklis Roussos sur une musique d'Ilektra Papakosta

### Agnès Loti
- 1964 : C'est toi mon idole, adaptation française de My Boy Lollipop

### Los Machucambos
- Non monsieur

### Renée Martel
- 1964 : C'est toi mon idole, adaptation française de My Boy Lollipop

### Mireille Mathieu
- 1966 : Qu’elle est belle, coadaptation avec Pierre Delanoë d’après R. Ahlert et E. Snyder
- Combien de temps, adaptation de "Too little time" de Hamlisch.
- Nous on s'aimera (musique de Claude Bolling)
- Monsieur Lilas  (musique de Claude Bolling)

### Nana Mouskouri
- 1960 : Roses blanches de Corfou, adaptation de San Sfirixis Trisfo, musique de Mános Hadjidákis
- Celui que j’aime
- La Fenêtre

### Os Mutantes
- 1968 : Le Premier bonheur du jour (reprise), enregistré à São Paulo (Brésil)

### Les Parisiennes
- 1964 : Il fait trop beau pour travailler, musique de Claude Bolling
- 1966 :
  - L’argent ne fait pas le bonheur, musique de Claude Bolling
  - Le Tunnel sous la Manche, musique de Claude Bolling

### Michel Polnareff
- 1966 :
  - La Poupée qui fait non, musique de Michel Polnareff
  - Love me please love me, musique de Michel Polnareff
- 1967 :
  - Sous quelle étoile suis-je né ?, musique de Michel Polnareff
  - L'oiseau de nuit, musique de Michel Polnareff
  - Ta ta ta ta, musique de Michel Polnareff

### Régine
- Mille fois par jour

### Dick Rivers
- Je veux rentrer chez moi
- J’en suis fou
- Un chemin qui mène à rien

### Tino Rossi
- Pour Noël

### Michèle Torr
- La Cible
- Rien ne sera plus comme avant
- As-tu quelquefois pensé

### Caterina Valente
- 1963 : N'oublie jamais que je t'aime

### Sylvie Vartan
- 1963 : Je ne vois que toi, adaptation française de I'm watching you
- 1967 : L'oiseau
- 1967 : Katamango
- 1968 : Face au soleil
- 1969 : C'est un jour à rester couché
- 1969 : Les Hommes (qui n'ont plus rien à perdre) (participation de Johnny Hallyday)
- 1970 : J'ai deux mains, j'ai deux pieds, une bouche et puis un nez

### Les Vautours
- 1961 : Betty et Jenny, adaptation française de Tossin' and Turnin'

### Rika Zaraï
- 1970 : Tante Agathe

## Enregistrements sous son nom
45 T EP Ducretet Thomson
- 1957 : Un vilain monsieur ; Toi, tu es / Le petit toutou ; La rivière
- 1959 : Betty la parade ; La fille de joie qui portait des lunettes / Tumahu ; Prends ton lasso, Lucie
- 1959 : Tout doux, tout doucement ; Yip yip yi hé / Cet air-là ; Ding dong ding dong
- 1960 : Clémentine ; Cet impossible amour / Pour ton amour ; Si ton destin
- 1960 : Exodus ; Quand un rayon de soleil / Les mercenaires ; Oh oh oh (J'ai le cœur comme un oiseau)